# Brest (Niemcy)
Brest – gmina w Niemczech, w kraju związkowym Dolna Saksonia, w powiecie Stade, wchodzi w skład gminy zbiorowej Harsefeld.